# 이운재 (1982년)
이운재(李芸宰, 1982년 6월 11일 ~ )는 대한민국의 전직 스타크래프트 프로게이머, 프로게임단 코치, 스타크래프트 II 프로게임단 감독이다.
아이디는 Oops[Lee](또는 G.O.D486)이며, 종족은 테란이었다.

## 개요

#### 스타크래프트
그는 프로게이머 1세대 격으로서 2000년 말 배틀탑 우승으로 데뷔했다. 2000년 12월 이노츠소속의 멤버로 활약했으나, 2001년 여름 한빛 스타즈(현 웅진 스타즈)의 창단 멤버로 이적했다.
2002년 한빛 스타즈와의 계약이 만료되어 팀을 나왔고, 이후 POS팀(현 MBC게임 히어로)의 창단멤버로 활동하다 2003 온게임넷 올림푸스 스타리그 이후 2003년 10월 KTF 매직엔스 (현 KT 롤스터)로 이적하였다.
이후 2003년 여름에 은퇴하였지만 2004년 여름에 다시 프로게이머로 복귀, POS에 입단하였다. 2005년 여름까지 프로리그에서 활동하다가 다시 은퇴하였다.
2006년 MBC게임 히어로의 수습코치로 활약하다 2008년 3월 3일 정식 수석코치로 취임했다.

#### 스타크래프트 II
2010년 MBC게임 히어로와의 계약이 끝난 후 스타크래프트 II 게임단 TSL(Team SCVLife)을 창단, 2013년 1월 3일 팀이 해체될 때까지 팀의 감독으로 활동하였다.

## 수상 경력

#### 개인 경력
- 2000년 12월 배틀탑 우승
- 2001년 7월 한빛소프트배 온게임넷 스타리그 8강
- 2001년 8월 코카콜라배 온게임넷 스타리그 16강
- 2001년 10월 WCG 서울지역 예선 우승
- 2002년 6월 2002 KPGA TOUR 3차 리그 16강
- 2002년 11월 KTF Nazit 7차대회 준우승
- 2002년 11월 KTF Nazit 8차대회 준우승
- 2002년 12월 2002 Panasonic배 온게임넷 스타리그 8강
- 2003년 5월 2003 Olympus배 온게임넷 스타리그 16강

#### 코치 경력
- 2006년 6월 후반기 프로리그 우승, 통합챔피온쉽 우승
- 2008년 8월 경남-STX컵 마스터즈 2008 준우승
- 2010년 4월 신한은행 위너스리그 09-10 준우승
- 2010년 7월 신한은행 프로리그 09-10 6강